# De Jong (sobrenome)
De Jong é um sobrenome neerlandês. É o sobrenome mais comum nos Países Baixos. O sobrenome vem do neerlandês medieval de jonc e significa o jovem. Possui diversas variações, entre elas: De Jonge e De Jongh.